# لوئیزین هاومایر

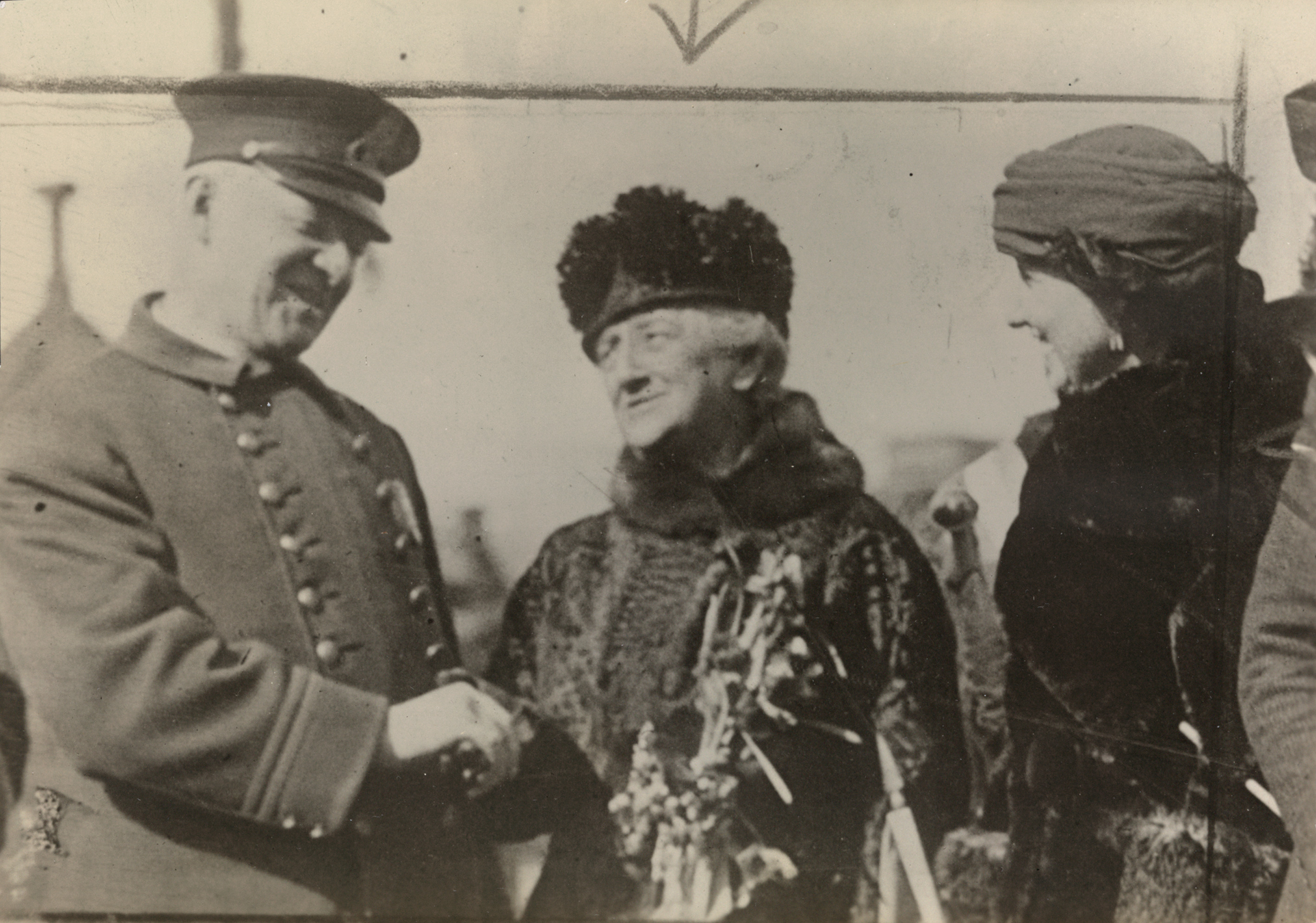
لوئیزین هاومایر در سال ۱۹۱۹ م.

لوئیزین والدرون اِلدر هاومایر (به انگلیسی: Louisine Waldron Elder Havemeyer) مجموعه‌دار هنری، فعال حقوق زنان و نیکوکار اهل ایالات متحده آمریکا بود. وی همسر هنری آزبورن هاومایر، مالک بزرگ‌ترین کارخانه تصفیهٔ شکر در آمریکا بود.
خانهٔ اشرافی خانوادهٔ هاومایر به آدرس ۱ شرقی خیابان ۶۶ و خیابان پنجم منهتن در شهر نیویورک واقع شده‌بود.
مقبرهٔ وی در آرامستان گرین-وود در بروکلین، نیویورک واقع شده‌است.

## مجموعهٔ هنری
لوئیزین هاومایر در ۶ ژانویه ۱۹۲۹ میلادی و پس از طی یک دورهٔ بیماری درگذشت. بر طبق وصیت‌نامه‌اش، حدود ۵٬۰۰۰ تابلوی باارزش غالباً در شیوهٔ امپرسیونیسم، مجموعه‌های فاخری از سرامیک‌های چینی و زره‌خودهای ژاپنی و همچنین الیاف، پارچه‌های بسیار نفیس و گوبلن‌های مجموعهٔ خود را به موزه متروپولیتن نیویورک اهدا کرد.